# Sho Madjozi
Maya Wegerif, née le 9 mai 1992, communément connue sous son nom de scène Sho Madjozi, est une rappeuse et poétesse sud-africaine. Elle est connue pour rapper dans sa langue natale, le tsonga, et pour son tube de house Huku, chanté en swahili. C'est une artiste émergente de la scène rap sud-africaine.

## Biographie
Maya Wegerif, connue successivement sous les pseudonymes Maya The Poet puis Sho Madjozi, nait le 9 mai 1992 en Afrique du Sud d'un père suédois et d'une mère noire tsonga. Elle grandit au nord du pays, à Shirley, un village isolé du Gazankulu, aujourd'hui inclus dans la municipalité locale de Makhado. Elle a vécu au Sénégal (elle parle parfois en français sur les réseaux sociaux) et en Tanzanie (où elle apprend à parler couramment swahili), ce qui l'amène à se sentir plus africaine que sud-africaine. À l'adolescence, elle part aux États-Unis étudier l'africanisme et la création littéraire au Mount Holyoke College. À son retour en 2017, elle obtient une bourse d'études littéraires de l'Université de Johannesburg.
Les premières œuvres de Wegerif sont principalement des lectures de poésies (spoken word), écrite sous le pseudonyme Maya The Poet,. La race, l'identité et la politique forment un socle commun à son œuvre, comme dans son poème Sometimes it Pours,. Après son retour des États-Unis, Wegerif commence à rapper sous le pseudonyme Sho Madjozi, en collaboration avec Okmalumkoolkat, puis de manière plus significative, elle est invitée dans les titres Ngiyashisa Bhe et Gqi. Elle choisit de rapper en langue tsonga ou swahili : il est important pour elle de rester fidèle à ses origines.
En 2017, Sho Madjozi participe en featuring, avec Rouge & Moozlie, au titre Ay Baby de MsCosmo. Elle intervient également dans les titres Ngiyashisa Bhe et Gqi d'Okmalumkoolkat, ainsi que dans Probleme de  DJ Maphorisa,,,,.
Sa popularité grandit fortement lorsqu'elle apparaît en août 2019 sur la chaîne YouTube du studio COLORS pour interpréter son titre "John Cena", du nom du catcheur et acteur américain. La vidéo devient virale et un défi nommé "The John Cena Challenge" invite les internautes à essayer de reproduire une chorégraphie qui lui est associée. Aux talk-shows de Ellen DeGeneres et Lilly Singh, le principal intéressé dévoile son admiration pour la chanteuse sud-africaine et se voit défié de reproduire cette danse à son tour,. En novembre 2019, Sho Madjozi rencontre pour la première fois John Cena lors son passage au talk-show de Kelly Clarkson, alors que celui-ci vient la surprendre pendant qu'elle chante sa chanson.
Elle soigne particulièrement sa présentation en portant des tenues colorés et dynamiques, en adéquation avec l'insouciance de son rap.
En parallèle de son activité musicale, Wegerif apparait dans le soap opera Isithembiso, sur Mzansi Magic (M-Net)..

## Vie privée
Maya Wegerif vit actuellement à Johannesburg avec son petit ami photographe.